# Пфуэленланд

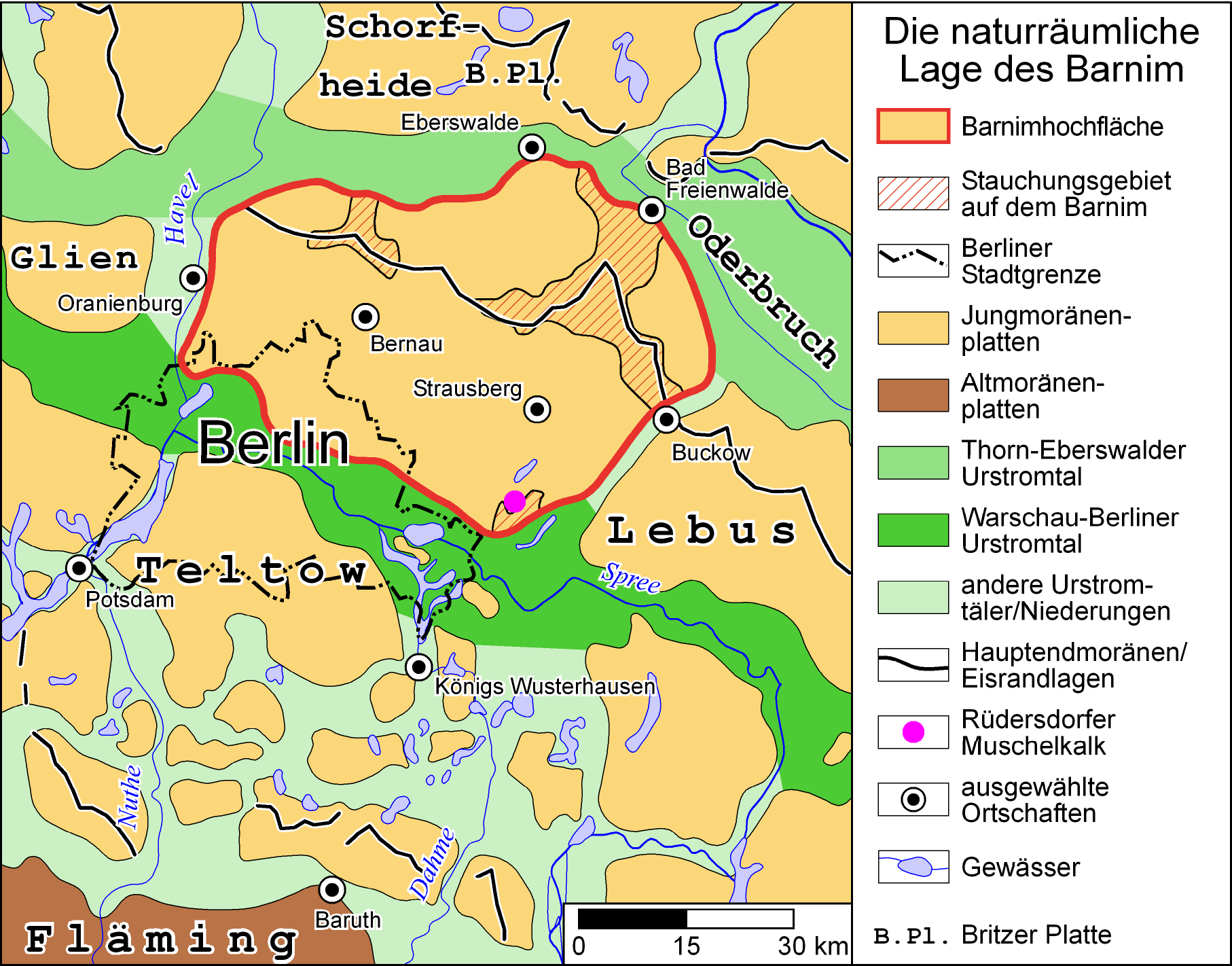
Естественное расположение Барнима

Пфуэленланд (нем. Pfuelenland; также Пфуленланд или земля Пфулей) — большая область вокруг Буккова, на границе Барнима и Лебуса. Он был назван в честь старого дворянского рода Пфуль из Барнима и района Лебус в Бранденбурге и называется так с X века.

## Расширение
«Пфули пришли так рано в марку, что в 1603 году в похоронной проповеди, которая состоялась по случаю смерти одного из их представителей, объявили себя благородного происхождения; но его также можно назвать древним родом, родом, из которого возникли equestris et literati ordinis viri, храбрые воины и хорошо осведомленные, умные и опытные люди» (Теодор Фонтане).
Земельная книга Марки Бранденбурга с 1375 года свидетельствует о обширном владении семьи Пфулей на Барниме. Документально подтверждено, что в 1367 году в Данненберге (Фалькенберг) находились владения и части деревни Верфтпфуль и всей деревни Альтранфт, находящиеся в их владении. Франкенфельд, Блисдорф, Райхенов, Меглин, Волленберг, Шенфельд (Барним), Райхенберг и Бисов (Претцель) восходят к 1413 году, когда они частично или полностью находились во владении семьи Пфуль. В 1445 году появляется Врицен, в 1450 году Гильсдорф, Грюнталь и Лойенберг (Хеэнланд). До 1500 года все деревни или поместья располагались в Темпельфельде, Торгелове, Шульцендорфе, Тифензее, Штайнбеке (Хеэнланд), Рульсдорфе, Гарцау и Валькендорфе. В 1472 году Пфулям была вверена вся деревня Бисдорф. Документально зафиксировано около 1480 года поместье Пфулей в Килите, переименованном в 1815 году в Нойхарденберг. Янсфельде (недалеко от Мюнхеберга в районе Меркиш-Одерланд) находился во владении Пфулей почти пол тысячелетия, пока последний дворянин на Янсфельде не был лишен своих прав в 1945 году. Путешествуя по Марке Бранденбург, землям у Одера, Теодор Фонтане определил 23 места ранее принадлежавшими семье, причем он ссылается только на реальный Пфуэленланд. Владения Пфулей включали, среди прочего, бранденбургские владения Букков (Маркская Швейцария), Хоэнфинов, Претцель, Хазенхольц, Дамсдорф, Оберсдорф (Мюнхеберг), Фридерсдорф (Фирлинден), Кинитц и Мюнхехофе. Многие из бывших владений семьи Пфуль, как и Бисдорф, находятся в сегодняшнем городском районе Берлина. В 1609 году Пфули приобрел деревню Марцан, в 1655 году Георг Адам фон Пфуль за 3300 талеров купил поместье Далем. Говорят, что Штраусберг, ныне пригород восточного Берлина, получил свое название по велению Пфулей.